# Lajosmizse
Lajosmizse es una ciudad del condado de Bács-Kiskun, Hungría. Se sitúa al final de una línea ferroviaria que parte de Budapest.

## Historia
Lajoszmizse se extiende sobre una área relativamente grande y aún se considera un asentamiento con muchas localidades periféricas. El lugar está habitado desde la Edad del Bronce, y tras la conquista magiar, la zona se convirtió en la residencia del clan del jefe. Posteriormente, se convirtió en posesión de la Corona, de modo que los habitantes podían pastar libremente su ganado en los pastos del rey. Alrededor de 1246, el rey Béla IV reasentó en esta zona a los cumanos, a quienes llamó de regreso desde Bulgaria. Más tarde, en 1596, durante la época turca, las hordas tártaras devastaron la tierra durante la Guerra de los Quince Años, y los habitantes de Kecskemét, Nagykőrös y Jászberény arrendaron el terreno para el pastoreo. En 1702, el monarca vendió la zona a los Caballeros Teutónicos, pero los habitantes se unieron y recuperaron las tierras que habían obtenido previamente los Inválidos de Pest.
El azul del escudo de armas es el color de la trascendencia y significa que el asentamiento medieval de Mizse ya contaba con una iglesia de piedra, donde los frailes franciscanos también se dedicaban a convertir al cristianismo a los cumanos. La iglesia católica se terminó en 1896 y, en 1903, también se construyó la iglesia calvinista. Las únicas ruinas restantes de las antiguas iglesias de puszta aún se pueden ver aquí.
El verde del escudo de armas recuerda a los antiguos pastizales en los que, durante la conquista magiar y en la época de los cumanos y los turcos, predominaba la cría de ovejas y ganado vacuno; también había manadas de caballos. Tras obtener el rango de municipio en 1876, el asentamiento principal comenzó a crecer rápidamente, pero las granjas aisladas en las afueras del asentamiento seguían prosperando. La organización forzosa de granjas cooperativas en la década de 1950 trajo consigo cambios, pero en las nuevas circunstancias políticas de 1989, había en torno a 4000 granjas privadas. La industria del asentamiento solía basarse en la producción agrícola, pero en los últimos cincuenta años también han surgido diversos tipos de industrias.
Los dos leones combatientes registran que la ciudad antiguamente constaba de dos asentamientos. Es posible que Mizse recibiera su nombre del palatino por el rey László IV el Cumano. En el siglo XIV, se estableció aquí una de las dos sedes cumanas, llamada Mizseszék, que desempeñaba funciones militares y administrativas. A finales del siglo XV, la feudalización de los cumanos había experimentado un progreso notable. Hubo intentos (en su mayoría infructuosos) de privarlos de sus privilegios. Los recaudadores de impuestos turcos aún se referían a Mizse y Lajos como zonas habitadas, pero fueron despobladas después de 1596. En la cercana Bene-puszta, se desenterró y documentó científicamente la tumba de un jinete de la época de la conquista magiar. Se cree que los hallazgos son «los restos del guerrero Bene y los adornos de su vestimenta».
El cuerno yacigio, sostenido por los leones, decoraba sellos ya en el siglo XVI, sirviendo como símbolo de los yacigios. Incluso se relacionaba con la conocida leyenda del jefe Lehel, basada en dos factores. Uno es que el cuerno es un artefacto de los siglos IX-X. El otro es que el borde está mellado. Este daño pudo haber ocurrido cuando Lehel mató al emperador alemán. La validez histórica de la historia es discutida, pero su credibilidad como leyenda se ha mantenido intacta en la tradición local. El cuerno es un símbolo de la cohesión étnica, la independencia y el anhelo de libertad de los habitantes.
Las dos estrellas hacen referencia a las dos denominaciones principales: la católica romana y la calvinista. Es posible que, debido al valor y la tradición de antaño, la iglesia católica de la ciudad fuera ofrecida como patrona a Luis IX de Francia, el santo rey caballero, comandante de los ejércitos cruzados 7º y 8º. Tampoco se puede descartar que la iglesia del siglo XIV ya estuviera consagrada en su honor, y que la cercana residencia se llamara Lajos por ello.
Lajosmizse obtuvo su nombre actual en 1902, y en 1970 el asentamiento recuperó el rango de municipio. En 1993, el presidente de la República de Hungría lo elevó a la categoría de ciudad.
El escudo es un recuerdo de las víctimas y héroes del milenio pasado y de las guerras mundiales (Primera y Segunda Guerra Mundial), mientras que la corona es el símbolo expresivo de la independencia y la autonomía local.

### La comunidad judía de Lajosmizse
Los judíos se asentaron en la ciudad en la segunda mitad del siglo XIX. La comunidad se organizó oficialmente en 1898 y se unió a la corriente ortodoxa. En 1925 se construyó una sinagoga en la ciudad. En el verano de 1941, judíos que realizaban trabajos forzados fueron enviados desde Lajosmizse al frente ucraniano, donde los húngaros lucharon junto a los alemanes, algunos de los cuales fueron capturados por los rusos. A finales de abril de 1944, tras la entrada del ejército alemán en Hungría, los judíos fueron concentrados en el gueto de Lajosmizse, rodeado por varias casas. A finales de junio, fueron trasladados junto con los judíos de los asentamientos cercanos al gueto establecido en una fábrica en Monor, y poco después fueron enviados al campo de exterminio de Auschwitz.

## Demografía
En 2023, la ciudad tenía una población total de 11 653 habitantes. En 2022, la población era 86,2% húngara, 3,6% gitana y 2,2% de origen no europeo. La población era 34,7% católica y 7,1% reformada.

## Ciudades hermanadas
Lajosmizse está hermanada con:
- Felsőlajos, Hungría
- Jászberény, Hungría
- Palić (Subotica), Serbia
- Remetea, Rumanía

## Galería

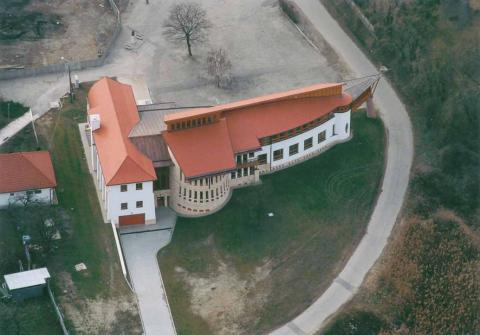
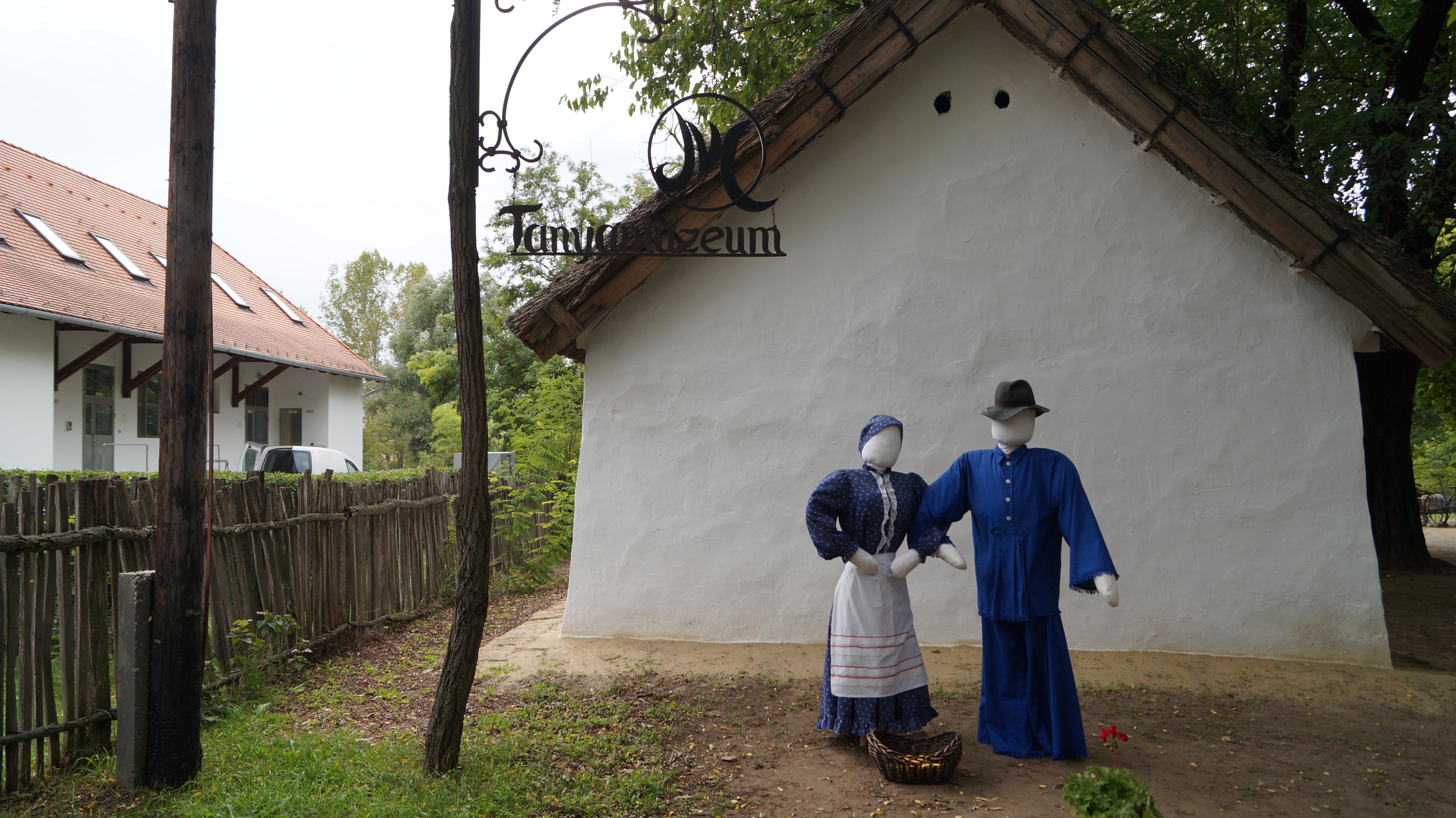
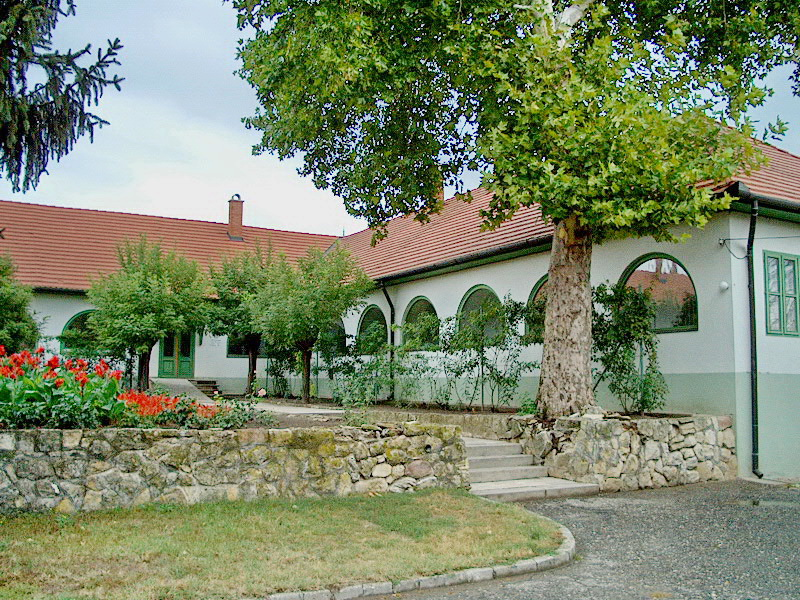